# Blessing (柴咲コウのアルバム)
『Blessing』(ブレッシング)は、柴咲コウが発売したフィジカル・アルバム及び、配信限定アルバム。

## 概要
柴咲自身としては元号が平成から令和に代わってから初のアルバムとなり、フィジカル・アルバムが2019年5月1日に発売され、同年8月5日にはそれぞれ、MuseK名義による全英語詞と、柴咲コウ名義による全日本語詞の同タイトルが配信限定アルバムで、配信がなされた。

## Blessing (フィジカル・アルバム)
『Blessing』(ブレッシング)は柴咲コウの初のミニ・アルバム

### 解説
ベスト・アルバム『KO SHIBASAKI ALL TIME BEST』以降に配信されたシングルを網羅した形の構成となっている。
東名阪コンサートツアー『EARTH THE KO』のライブ会場で先行発売がなされており、全曲Jazztronikのメンバー野崎良太のサウンド・プロデュースとなっている。さらにMuseK名義で配信された『Blessing』、『silence』は英語詞ではく、日本語で歌われたもので収録されている。
また、昨年秋に行われた『ART THE KO 東京オペラシティ』より、オリジナルアレンジがなされた『最愛』が公演当時のライブ音源として収録されている。

### 収録曲
- 全曲作詞：柴咲コウ (特記を除く)、全曲作曲・編曲：野崎良太(特記を除く)

1. Blessing
9作目の配信限定シングル
2. Maps
作詞：Atsushi Akino(Tsuru)/作曲：Adam Levine、Ammar Malik、Benjamin Levin、Noel Zancanella、Ryan Tedder/編曲：野崎良太
11作目の配信限定シングルで、マルーン5の同名楽曲のカバー
3. The silhouette
12作目の配信限定シングル
ロート製薬「肌ラボ 白潤プレミアムシリーズ」CMソング
4. silence
13作目の配信限定シングル
WOWOW制作ドラマ『坂の途中の家』主題歌
5. 最愛 (2018.10.18「ART THE KO」TOKYO OPERACITY CONCERT HALL)
作詞・作曲：福山雅治
17thシングルのライブ音源

## Blessing (MuseK名義)
『Blessing』(ブレッシング)は柴咲コウがMuseK名義で発表した配信限定アルバム

### 収録曲
- 全曲作詞：柴咲コウ、全曲訳詞：有坂美香

1. Blessing
2. The silhouette
柴咲コウ名義で配信された同名楽曲を全英語詞で収録。本作で初収録となる。
3. silence

## Blessing (柴咲コウ名義)
『Blessing』(ブレッシング)は柴咲コウが発表した配信限定アルバム

### 収録曲
1. Blessing
2. Maps
3. The silhouette
4. silence
MuseK名義で配信された同名楽曲を全日本語詞で収録。本作で初収録となる。